# Abația Orval

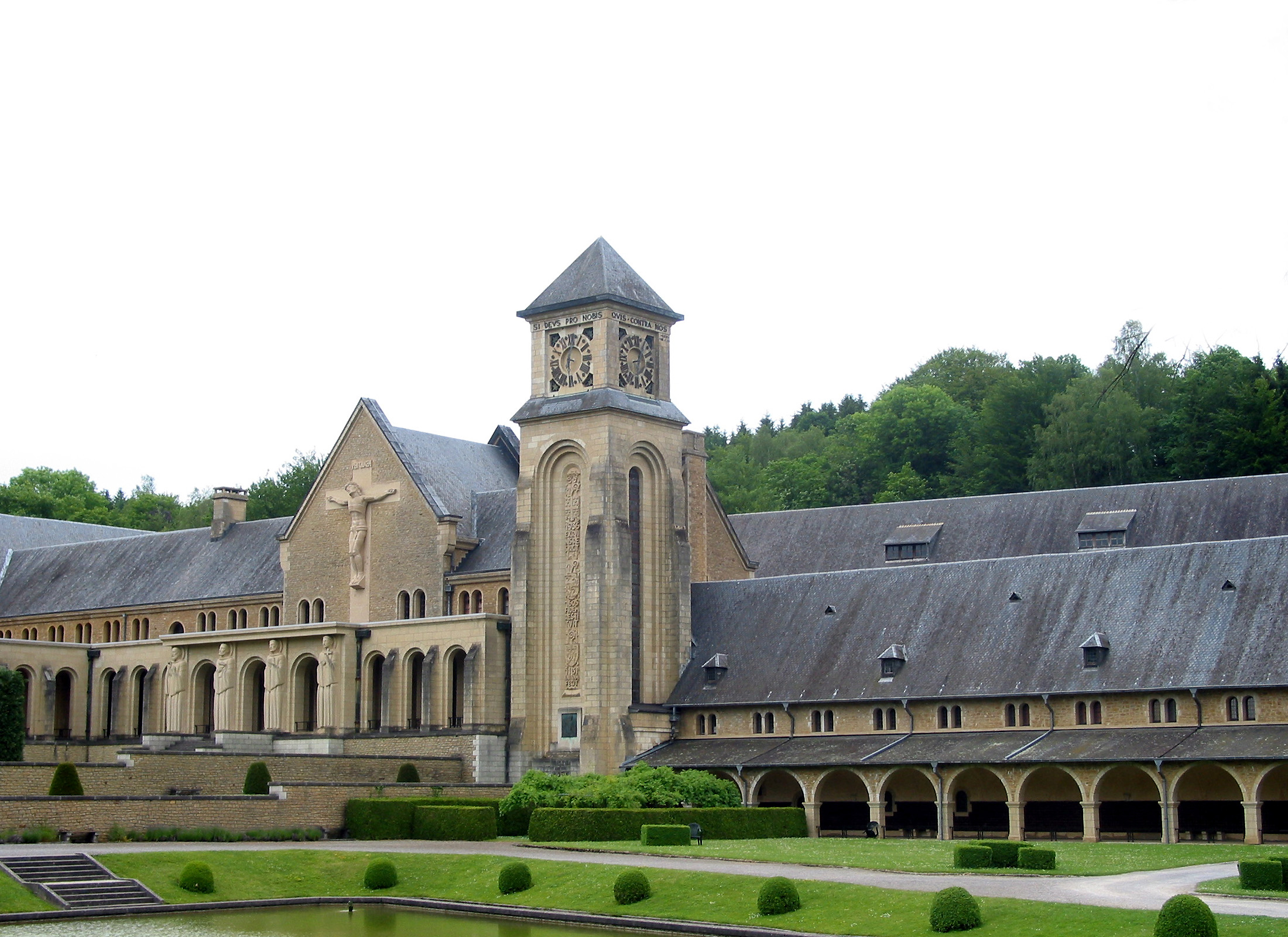
Abația Orval, vedere de ansamblu (curtea interioară)

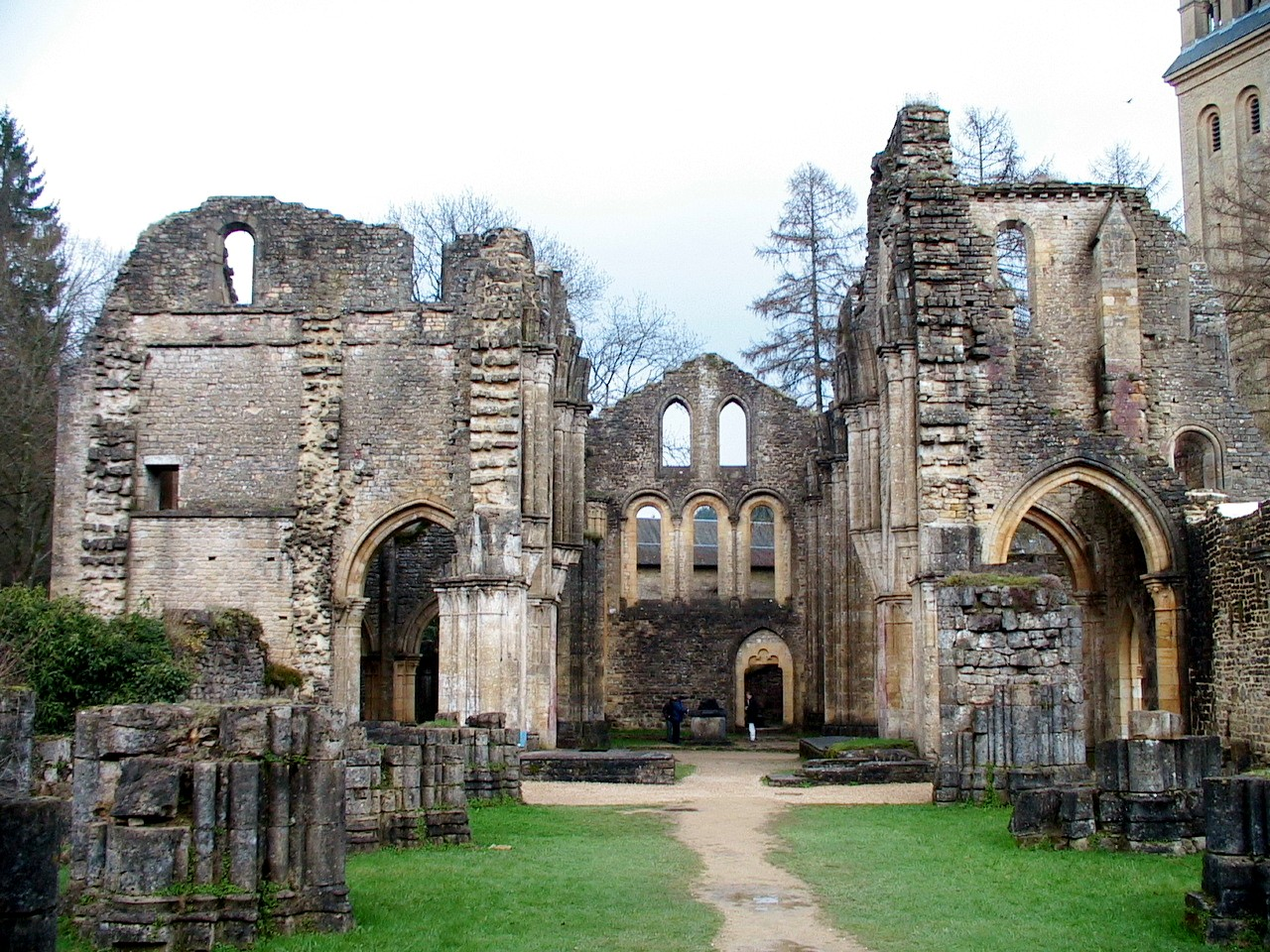
Nava, transeptul și sanctuarul primei biserici abațiale (în stare de ruină)

Abația Notre-Dame d'Orval (sau abația Orval) este o mănăstire cisterciană-trapistă situată în Belgia, la Villers-devant-Orval, în Provincia Luxemburg, în regiunea Valonia, în apropierea graniței cu Franța. Fondată de benedictini în secolul al XI-lea, a trecut la Ordinul cistercian în 1131, odată cu sosirea unor călugări de la abația Trois-Fontaines. 
În perioada de apogeu a Abației Orval autoritatea ei se întindea asupra a aproximativ trei sute de domenii: orașe, sate, cătune și ferme.
La Revoluția Franceză călugării au fost alungați, iar bunurile abației au fost puse la dispoziția națiunii, ca bunuri naționale. Clădirile au fost distruse și abandonate în contextul descreștinării.
Abația a fost reconstruită, iar tradiția monastică refăcută în 1926, de un grup de cistercieni-trapiști veniți de la abbaye Notre-Dame de Sept-Fons, călugărul Albert-Marie van der Cruyssen de la Abația La Trappe fiind starețul lor.
Abația este cunoscută pentru istoria și viața sa spirituală precum și pentru berea trapistă (berea Orval⁠(de)[traduceți]) și brânza Orval.

## Geografie
Izolată în mijlocul unor terenuri împădurite, abația se află la doi kilometri la nord-est de satul Villers-devant-Orval, la un kilometru la nord de frontiera cu Franța, la intrarea unei enclave a Belgiei în teritoriul francez. Este mărginită la vest de Drumul Național 88 care leagă Florenville și Athus (Aubange). Pârâul La Mouline, alimentat de izvoarele din Orval, trece (o mare parte din parcurs subteran) prin situl abației, unindu-se cu alte două, la ieșirea de pe domeniu, pentru a forma un râu, denumit Marche, înainte de a intra în Villers-devant-Orval.

### Accesul prin transportul public
Abația se situează în proximitatea imediată a stației Orval carrefour deservită în timpul săptămânii doar de linia de autobuz 24 a TEC din Provincia belgiană Luxemburg.

## Istoric

### Fondarea
Situl abației (Aurea vallis) a fost ocupat în Epoca merovingiană. O capelă a fost construită acolo în secolul al X-lea. În 1070, un grup de benedictini, veniți din Calabria (Italia), au construit acolo o biserică și o stăreție, pe terenurile donate ca uzufruct de contele de Chiny, Arnoul I.
Spre 1076, suzerana, Matilda de Toscana, contesă de Briey, a trecut prin regiune și a ratificat donația făcută de vasalul său călugărilor benedictini. În acea epocă a avut loc celebrul incident al inelului căzut într-o fântână și reapărut în mod miraculos. De la trecerea ducesei de Toscana, abația a primit numele din latină Vallis aurea („Valea de aur”, în franceză Val d’or) și blazonul (inel de aur în gura unui pește). Și astăzi „Fântâna Mathildei” îi perpetuează memoria.
După patruzeci de ani (și din motive rămase necunoscute) benedictinii au părăsit locul. Contele Othon i-a înlocuit, în 1110, cu o comunitate de canonici augustinieini. O primă biserică, dedicată Maicii Domnului (în franceză Notre-Dame), a fost inaugurată la 30 septembrie 1124 de episcopul de Verdun, Henri de Blois. Biserica măsura 53 de metri lungime și 25 de metri lățime. Canonicii doreau să devină călugări.

### Trecerea la Ordinul Cistercian
Albert de Chiny, secundat de unchiul său, sfântul episcop de Verdun Alberon de Chiny, se îndreaptă spre Bernard de Clairvaux care cere primei sale fundații, abația Trois-Fontaines în Champagne, să trimită câțiva monahi cistercieni care să încadreze canonicii de la Orval care doreau să treacă la Ordinul cistercian.
Constantin (un fericit) potrivit unui minologhion cistercian a condus grupul, fiind astfel primul din cei 51 de abați care s-au succedat la Orval. În martie 1131 Orval a devenit abație-filie a abației Trois-Fontaines și, de fapt, prima abație cisterciană din regiune. Clădirile au fost adaptate nevoilor monastice. Thierry de Vitry, al doilea abate, a creat prima bibliotecă de la Orval punând să se copieze cărți și manuscrise care se aflau în alte abații. Adam de Longwy, cel de-al patrulea (?) abate (1167-1173), a pornit șantierul construcției abațialei. Biserica  a fost terminată înainte de 1200, iar domeniul agricol și forestier a crescut în mod progresiv.
Începuturile nu sunt mai puțin dificile și comunitatea trăia de mult timp în indigență (în lipsuri). Un incendiu, în 1252, a înrăutățit situația. Îndatorarea era atât de gravă încât capitulul general al Ordinului cistercian, în sesiunea sa din 1316, l-a autorizat pe abatele de la Trois-Fontaine să închidă Orval, să-i vândă bunurile și să împrăștie călugării în alte case.
Totuși, abatele nu a făcut nimic dintre acestea. Timp de patru secole Orval și-a trăit existența ștearsă de mănăstire pierdută în singurătatea marii păduri ardeneze. Unele perioade erau prospere, iar altele dificile. Situată la granița dintre Regatul Franței și Sfântul Imperiu Roman, Abația Orval a suferit consecințele războaielor și conflictelor din secolele al XV-lea – al XVII-lea.
A fost construită prima turnătorie din abație.

### Secolul al XVII-lea
Marcat prin lungile abațiate a două mari personalități, Orval își regăsește prosperitatea și reputația de sfințenie în secolul al XVII-lea. Bernard de Montgaillard, impus ca abate de către arhiducele Albert în 1605, este mai întâi rău primit de călugări. Dar a reușit să se impună și să introducă, în mod progresiv, o reîntoarcere la practicile religioase firești. Și-a obținut stima călugărilor și apropierea abației de poporul din împrejurimi. Noua reputație a Abației Orval atrage: în timpul abațiatului său (din 1605 până în 1728) numărul călugărilor a crescut în mod sensibil.
La câțiva ani după moartea lui Montgaillard, la apogeul Războiului de Treizeci de Ani, la 2 august 1637, abația a fost jefuită  și incendiată de soldații mareșalului de Châtillon.
Perioada care a urmat este mai pașnică pe plan politic și comunitatea își regăsește echilibrul și prosperitatea sub conducerea abatelui Charles de Bentzeradt. Cel de-al 45-lea abate de Orval (din 1668 până în 1707) încurajat de către abatele de Rancé, pe care l-a întâlnit în mai multe rânduri, a continuat opera lui Montgaillard, impunând o reîntoarcere strictă la respectarea regulilor cisterciene originare: abstinență totală la carne, munci manuale pentru toți, lungi perioade de posturi. Orval a adoptat obiceiurile deosebit de austere ale Abației La Trappe, după ce a trimis acolo câțiva călugări să se formeze. Cu cât regimul era mai aspru, cu atât mai numeroase au devenit vocațiile! Deși fuseseră făcute multe fundații, numărul călugărilor la Orval depășise suta la moartea lui Bentzeradt.

### Criza jansenistă
În același timp cu impunerea strictă a unei austerități foarte aspre Bentzeradt a permis unei gândiri janseniste să se introducă în comunitate. Acest lucru a condus la cea mai mare criză cunoscută de abație. A acceptat janseniști militanți în calitate de călugări în abația sa. Sub aparențe de smerenie și de abnegație în cele mai umile munci, aceștia au transformat abația într-un cămin jansenist. Sub abațiatul său abația a devenit un centru de propagare jansenistă. Orval era în raporturi strânse cu Abația Port-Royal. Pierre Nicole s-a refugiat câtva timp la Orval. Militantismul său a devenit stânjenitor. Din prudență, Bentzeradt i-a cerut să părăsească abația.
Criza a izbucnit la lumina zilei când, prin bula Unigenitus (1713) papa Clement al XI-lea a condamnat jansenismul. O largă parte din comunitatea monastică de la Orval, una dintre cele mai mari ale Ordinului cistercian, a refuzat să semneze. Aceștia au fost denunțați la Roma, fapt ce a provocat o vizită canonică a mănăstirii, hotărâtă de papa Benedict al XIII-lea. Jean-Mathieu Mommerts era abate. Abia a început vizita canonică și, în septembrie 1735, vreo cincisprezece călugări și-au luat picioarele la spinare, noaptea, refugiindu-se la episcopul jansenist de Utrecht, unde au format o comunitate orvalistă. S-a descoperit că erau în coresondență cu Pasquier Quesnel și Duguet și păstrau în chiliile lor relicve și obiecte aparținând familiei Arnauld.
Plecarea lor a adus deznodământul crizei. Abatele Albert de Meuldre, sucesor al lui Mommerts (1741), cam simpatizant jansenist, a trebuit să demisioneze în 1757. Cel care i-a succedat, Dom Pinart, chiar strict și rigid, a readus pacea printre călugări.

### Secolul al XVIII-lea

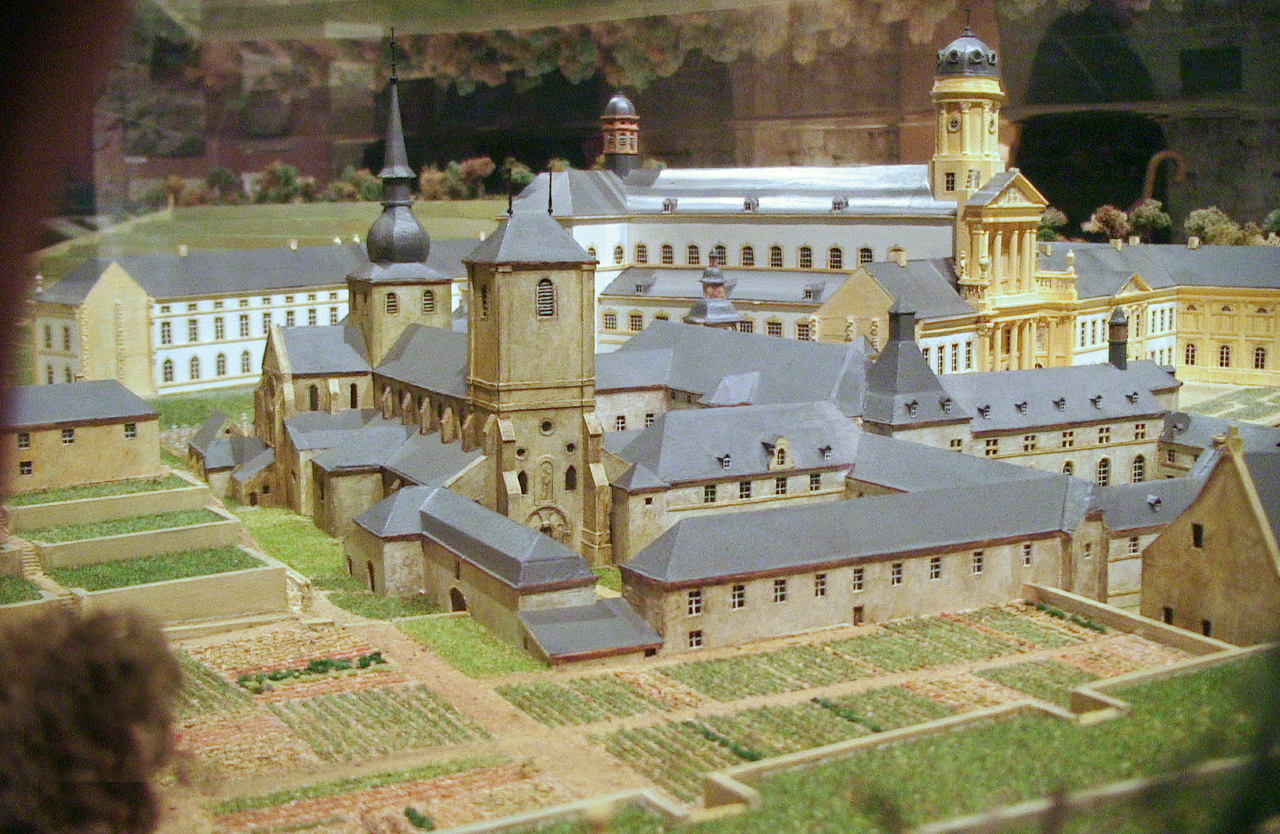
Macheta abației în ajunul Revoluției Franceze, în ultimul plan aflându-se noua clădire, după desenele lui Laurent-Benoît Dewez.

În secolul al XVIII-lea Orval, fiind situat pe curs de apă, în inima unei păduri vaste, și-a putut dezvolta o industrie siderurgică exemplară.
În toiul Revoluției Franceze, în 1793, abația, găsită vinovată că a găzduit trupele austriece, a fost incendiată de trupele generalului Loison, iar comunitatea călugărilor a fost dispersată: mănăstirea a fost unul din locurile vizate de jefuitori. Înainte de a da foc, în 1793 (călugării se refugiaseră în locuri sigure), jefuitorii au scotocit peste tot întrucât, ca și alții, au auzit spunându-se că monahii ar fi îngropat numeroase obiecte prețioase… Unii țărani juraseră că ar fi văzut oameni îmbrăcați în robe de aba / dimie / pănură îngropând, mai ales, potire și anafornițe de aur.